# 加尔西亚
加尔西亚，是西班牙加泰罗尼亚塔拉戈纳省的一个市镇。总面积52平方公里，总人口519人（2001年），人口密度10人/平方公里。